# Helados liofilizados

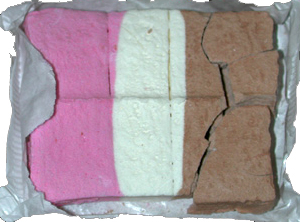
Unos helados liofilizados.

Helados liofilizados, o helado de astronautas, son helados deshidratados mediante el proceso de liofilización. El helado no necesita refrigeración. Whirlpool Corporation desarrolló el helado para un contrato con NASA para el Proyecto Apolo aunque nunca llegó a enviarse al espacio en ninguna misión.